# Fredericia Gymnasium
Fredericia Gymnasium er et større gymnasium og hf-kursus i Fredericia med ca. 670 elever.

## Historie
Gymnasiets historie går tilbage til 1656, da Frederik 3. via et kongebrev gav økonomisk mulighed for oprettelsen af en latinskole. Svenskers belejring af byen kom imidlertid i vejen, så først i 1664 kunne byggeriet af skolen gå i gang. Den fik navnet Fredericiæ Skole og havde blot 15 elever i starten. I 1698 får byen sin egen bygning, men elevtallet var stadig begrænset. I 1808 flytter skolen igen. Elevtallet er så begrænset, at der i en kongelig resolution i 1817 meddeltes, at skolen skulle nedlægges fra oktober samme år. En gruppe borgere tog sagen i egen hånd og lod skolen fortsætte under navnet Det lærde undervisningsinstitut i Fredericia, som var selvejende. I 1852 betyder strammere krav til de matematiske fag, at skolen ophører med at dimittere studenter frem til 1876. I mellemtiden har skolen fået en ny driftig rektor i V.A. Bloch. Han formår at mangedoble elevantallet. Skolen skifter endnu engang navn – denne gang til Fredericia Latin- og Realskole. I 1880'erne bliver skolen provinsens største latinskole.
En ny bygning tages i brug i 1880. I 1903 bevirker skolens faldende indtægter, at den overtages af Fredericia Kommune, der ændrer navnet til Fredericia Højere Almenskole. Inden da har pigerne indtaget skolen, og i 1903 udgør de omkring en femtedel af elevbestanden. Skolen flytter igen i 1940 og skifter navn til Fredericia Gymnasium. Rammerne bliver atter for små i 1974, og det nuværende gymnasium bliver opført af Vejle Amt, der nu driver skolen. Navnet ændres i 1989 til Fredericia Amtsgymnasium og HF- kursus. Det oprindelige navn kommer atter til sin ret, da gymnasiet i 2007 overgår til selveje. I 2008 indvies en udvidelse på ca. 2000 m².

## Rektorer[1]
- Laurits Petersen Alling (1664-1674)
- Christen Andersen Høysgaard (1674-1686)
- Jørgen Nielsen Seerup (1686-1693)
- Gerhard Morville (1693-1701)
- Mathias Anchersen (1701-1706)
- Peter Rosenberg (1706-1709)
- Christian Blichfeld (1709-1719)
- Tobias Bøtcher (1719-1746)
- Caspar Christopher Bøtcher (1746-1759)
- Johannes Christopher Neuchs (1759-1770)
- Hans Hansen (1771-1779)
- Simon Jørgensen (1779-1806)
- Johannes Boye (1806-1811)
- Thomas Trojel (1811-1815)
- Poul Arnesen (1815-1818)
- Erich Peter Rosendahl (1818-1837)
- Carl Henrik August Bendtsen (1837-1844)
- Janus Bagge Friis Bjerregaard (1845-1870)
- Valdemar Antonius Bloch (1870-1885)
- Jørgen Mørch Secher (1885-1893)
- Johan Buntzen Koch (1893-1915)
- Christoffer Jørgensen (1915-1920)
- Hans Peder Sørensen 1920-1943)
- Johannes Arnold Kristensen (1943-1944)
- Erik Lund (1944-1971)
- Carl Erling Jørgensen (1971-1990)
- Kjeld Christensen (1990) (Konstitueret)
- Poul Erik Madsen (1990-2022)
- Peter Knudsen (2022) (Konstitueret)
- Jørgen Lassen (2022-)

## Kendte lærere
- Otto C. Fønss, R. cand.theol. var adjunkt i dansk 1882-1917
- Arlette Andersen, interneret i Auschwitz 1944-45, var lektor i fransk 1961-1994
- Otto Herskind Jørgensen, Amtsborgmester 1994-2006, studielektor i historie 1961-1997

## Kendte studenter
- 1716: Erik Pontoppidan, teolog, professor og biskop i Bergen
- 1739: Jacob Graah, forfatter og præst
- 1749: Børge Riisbrigh, dansk filosof og professor i logik og metafysik ved Københavns Universitet
- 1882: Hans Kjær, cand.mag. i arkæologi og græsk samt museumsinspektør ved Nationalmuseet og idrætsleder
- 1885: Poul Emmanuel Richardt, cand.theol. fra Københavns Universitet samt sløjdlærer og bygmester
- 1887: Mads Jepsen, redaktør
- 1904: Knud Friis Johansen, professor dr.phil. i klassisk arkæologi ved Københavns Universitet
- 1932: Knud Hallas-Møller, apoteker og direktør for Novo Terapeutisk Laboratorium
- 1933: Finn Gerdes, forfatter, maler
- 1937: Erik Koed Westergaard, forfatter, dansk lektor i Rom
- 1948: Nils-Ole Lund, arkitekt samt professor og rektor ved arkitektskolen i Aarhus
- 1956: Knud Bro, cand.polit. fra Københavns Universitet samt politiker, folketingsmedlem for Det Konservative Folkeparti
- 1958: Lis Greibe, civilingeniør og politiker, folketingsmedlem for Socialdemokratiet
- 1961: Kirsten Thorup, forfatter
- 1966: Kirsten Refsing, professor dr.phil. i japansk samt dekan ved Det Humanistiske Fakultet, Københavns Universitet
- 1971: Anne Birgitte Lundholt, cand.scient.pol. fra Aarhus Universitet samt erhvervsleder og politiker, folketingsmedlem og minister for Det Konservative Folkeparti
- 1971: Niels Jørgen Langkilde, mag.art. i nordisk litteratur fra Odense Universitet og politiker, folketingsmedlem for Det Konservative Folkeparti
- 1987: Jørgen Vig Knudstorp, cand.oecon. og ph.d. fra Aarhus Universitet samt erhvervsmand og tidligere direktør i LEGO A/S
- 1992: Marianne Karlsmose, historie- og samfundsfagslærer ved Det Kristne Gymnasium i Ringkøbing samt politiker, landsformand for Kristendemokraterne
- 1993: Poul Duedahl, professor i historie på Aalborg Universitet og forfatter
- 2012: Isabella Arendt Vlasman, landsformand for Kristendemokraterne 2019-2022